# بمب‌گذاری در حرم علی بن ابی‌طالب
بمب گذاری در حرم علی بن ابیطالب در ۲۳ اوت ۲۰۰۳ روی داد و به قتل ۹۵ تن از جمله محمدباقر حکیم و مجروح شدن بیش از ۵۰۰ تن انجامید.